# Agapetus delicatulus
Agapetus delicatulus är en nattsländeart som beskrevs av Mclachlan 1884. Agapetus delicatulus ingår i släktet Agapetus och familjen stenhusnattsländor. Inga underarter finns listade i Catalogue of Life.